# Nodar Dżordżikija
Nodar Dżordżikija (ნოდარ ჯორჯიკია, ur. 12 listopada 1921 w Kutaisi, zm. 2 czerwca 2008 tamże) – gruziński koszykarz. W barwach ZSRR srebrny medalista olimpijski z Helsinek.
Występował w Armii oraz Dynamie z Tbilisi i w barwach obu zostawał mistrzem ZSRR (1944, 1946, 1950, 1953 i 1954). Z reprezentacją ZSRR sięgał po srebro igrzysk olimpijskich w 1952 oraz był mistrzem Europy w 1947. 